# Велецо Ломелина
Велецо Ломелина (итал. Velezzo Lomellina) је насеље у Италији у округу Павија, региону Ломбардија.
Према процени из 2011. у насељу је живело 55 становника. Насеље се налази на надморској висини од 100 м.

## Становништво
| 1931. | 1936. | 1951. | 1961. | 1971. | 1981. | 1991. | 2001. | 2011. |
| ----- | ----- | ----- | ----- | ----- | ----- | ----- | ----- | ----- |
| 488   | 521   | 609   | 419   | 143   | 132   | 122   | 103   | 101   |